# Běloruská latinka
Běloruská latinka (лацінка, łacinka) – běloruská varianta latinky přizpůsobená k zapisování běloruštiny.
Běloruská latinka byla vybudována na základech latinky používané za Polsko-litevské unie s dodatkem diakritických znaků původem z českého jazyka a písmena ŭ.

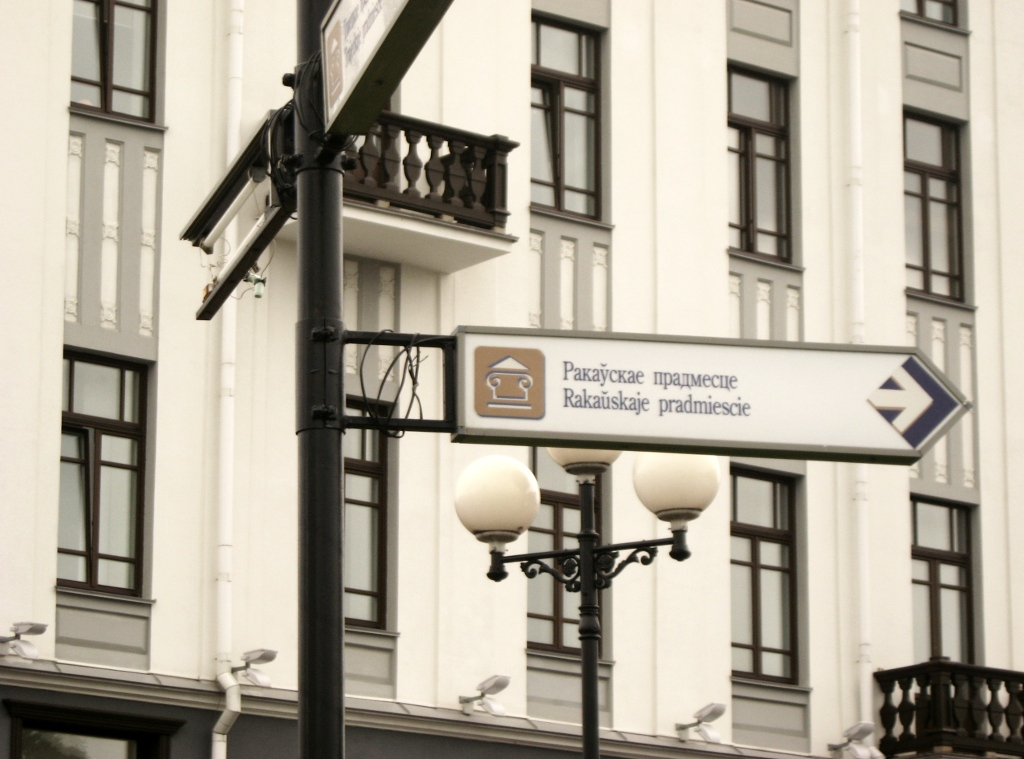
Ukazatel v Minsku

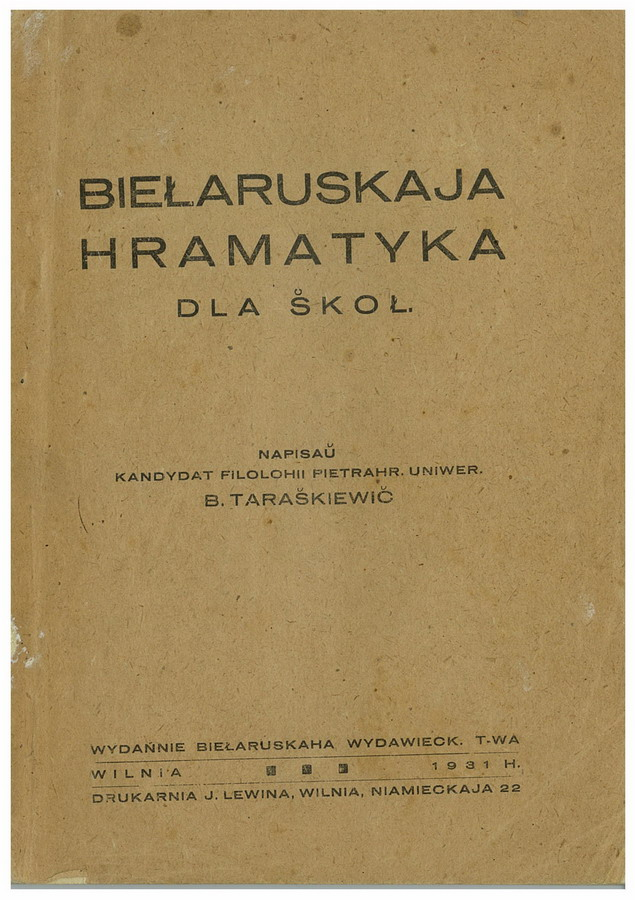
Školní příručka autorství Branisłava Taraškeviče vydaná ve Vilniusu 1931

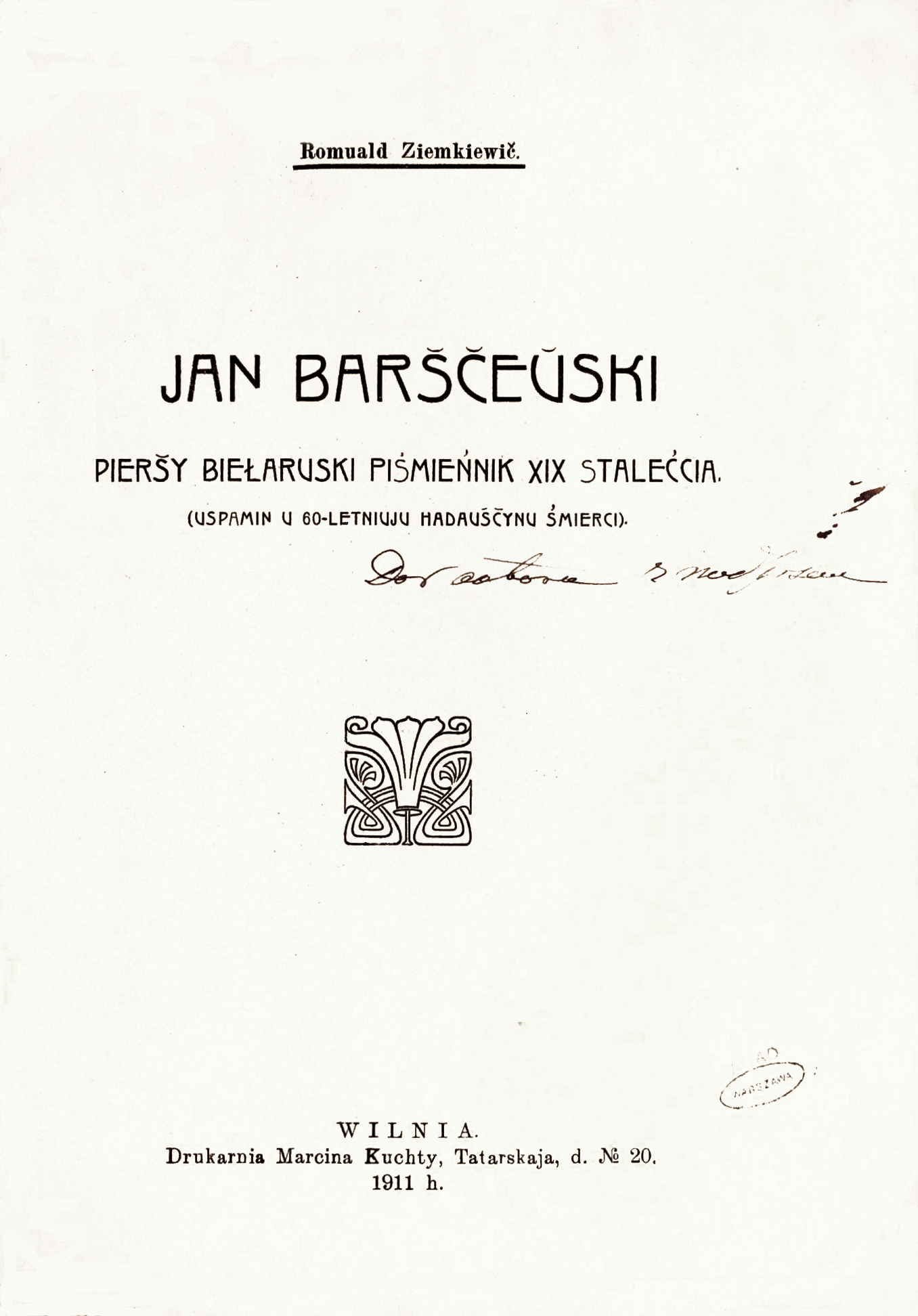
Kniha vydaná ve Vilniusu v roce 1911

Po rozpadu Sovětského svazu a získání nezávislosti Běloruska byly započaty práce nad obnovením zápisu běloruštiny latinkou, avšak v praxi je používána jen zřídka. Používají ji například lidé zkoncentrovaní kolem týdeníku Naša Niva, časopisu Arche, a také kapela N.R.M. – většina názvů jejich alb a skladeb je zapsána právě latinkou.

## Transkripce běloruské cyrilice na latinku
| Cyrilice | na začátku slova; po samohlásce | po souhlásce | po měkkém znaku; po apostrofu | po souhlásce л |
| -------- | ------------------------------- | ------------ | ----------------------------- | -------------- |
| а        | a                               | a            | -                             | a              |
| э        | e                               | e            | -                             | e              |
| і        | i                               | i            | ji                            | i              |
| о        | o                               | o            | -                             | o              |
| у        | u                               | u            | -                             | u              |
| ы        | -                               | y            | -                             | y              |
| я        | ja                              | ia           | ja                            | a              |
| е        | je                              | ie           | je                            | e              |
| ё        | jo                              | io           | jo                            | o              |
| ю        | ju                              | iu           | ju                            | u              |

| Cyrilice | Normálně                      | před ь; před: п, б, в, ф, м, с, з, ц, дз, л, н + я, е, ё, ю, ь |
| -------- | ----------------------------- | -------------------------------------------------------------- |
| б        | b                             | b                                                              |
| в        | v                             | v                                                              |
| г        | h, ve slovech cizího původu g | h, ve slovech cizího původu g                                  |
| д        | d                             | -                                                              |
| ж        | ž                             | -                                                              |
| з        | z                             | ź                                                              |
| й        | j                             | j                                                              |
| к        | k                             | k                                                              |
| л        | ł                             | l (také před і)                                                |
| м        | m                             | m                                                              |
| н        | n                             | ń                                                              |
| п        | p                             | p                                                              |
| р        | r                             | -                                                              |
| с        | s                             | ś                                                              |
| т        | t                             | -                                                              |
| ў        | ǔ                             | ǔ                                                              |
| ф        | f                             | f                                                              |
| х        | ch                            | ch                                                             |
| ц        | c                             | ć                                                              |
| ч        | č                             | -                                                              |
| ш        | š                             | -                                                              |
| ь        | -                             | -                                                              |
| '        | -                             | -                                                              |

## Literární příklad
Verš Natallie Arseňněvy – "Mahutny Boža"
| Cyrilice: Магутны Божа Магутны Божа, ўладар сусьветаў, Вялікіх сонцаў і сэрц малых! Над Беларусяй ціхай і ветлай Рассып праменьні свае хвалы. Дай спору ў працы штодзённай шэрай, На лусту хлебу, на родны край, Павагу, сілу і веліч веры У нашу праўду, у прышласьць - дай! Дай урадлівасьць жытнёвым нівам, Учынкам нашым пайшлі ўмалот! Зрабі свабоднай, зрабі шчасьлівай Краіну нашу і наш народ! | Latinka: Mahutny Boža Mahutny Boža, ŭładar suśvietaŭ, Vialikich soncaŭ i serc małych! Nad Biełarusiaj cichaj i vietłaj Rassyp pramieńni svaje chvały. Daj sporu ŭ pracy štodzionnaj šeraj Na łustu chlebu, na rodny kraj, Pavahu, siłu i vielič viery U našu praŭdu, u pryšłaść – daj! Daj uradlivaść žytniovym nivam, Učynkam našym pajšli ŭmałot! Zrabi svabodnaj, zrabi ščaślivaj Krainu našu i naš narod! |